# Керолин Слејман
Керолин Слејман (енгл. Carolyn Slayman; 1937—2016) је била америчка генетичарка и професорка на факултету Медицинског факултета у Јејлу од 1991.

## Биографија
Рођена је 11. марта 1937. у Портланду и постала је први научник у својој породици. Године 1958. је дипломирала на Универзитету у Свортмору са највишим одликовањима из биологије и хемије и примљена је у почасно друштво Phi Beta Kappa. Започела је постдипломске студије на Универзитету Џонс Хопкинс где је студирала биохемију, али се 1959. пребацила на Универзитет Рокфелер где је била једина жена у свој класи. Године 1963. је докторирала молекуларну биологију. Радила је као постдокторски сарадник на Универзитету у Кембриџу, а затим на Универзитету Јејл, Одељењу микробиологије и физиологије 1967.
Успоставила је студијски програм на Одељењу за људску генетику 1972. године и била је директорка постдипломских студија генетике 1972—1984. Године 1984. је постала председавајућа Катедре за генетику, поставши прва жена на челу одељења на Медицинском факултету. Седам година касније је била друга жена проглашена за професора Универзитета у Стирлингу, на Катедри за генетику. Године 1995. је именована за заменика декана за академске и научне послове Медицинског факултета у Јејлу. Обављала је дужност заменика до своје смрти 2016. године.